# Slot Moritzburg (Saksen)

Kasteel Moritzburg (Duits: Schloss Moritzburg) is een Duits barokkasteel in het kleine stadje Moritzburg in de Duitse deelstaat Saksen. Het bevindt zich dicht bij de stad Dresden.
Het kasteel werd gebouwd tussen 1542 en 1546 als jachtslot voor hertog  Maurits van Saksen. De kapel werd toegevoegd in 1661-1671 en werd ontworpen door Wolf Caspar von Klengels en is een mooi voorbeeld van vroege Barok. Tussen 1723 en 1733 werd het kasteel omgebouwd volgens de plannen van architecten Matthäus Daniel Pöppelmann en Longeloune tot buitenverblijf voor Augustus III de Sterke, de keurvorst van Saksen en koning van Polen. 
De verschillende vertrekken in het kasteel zijn gedecoreerd met jachttaferelen.

## Foto galerij

Slot Moritzburg - Schloss Moritzburg
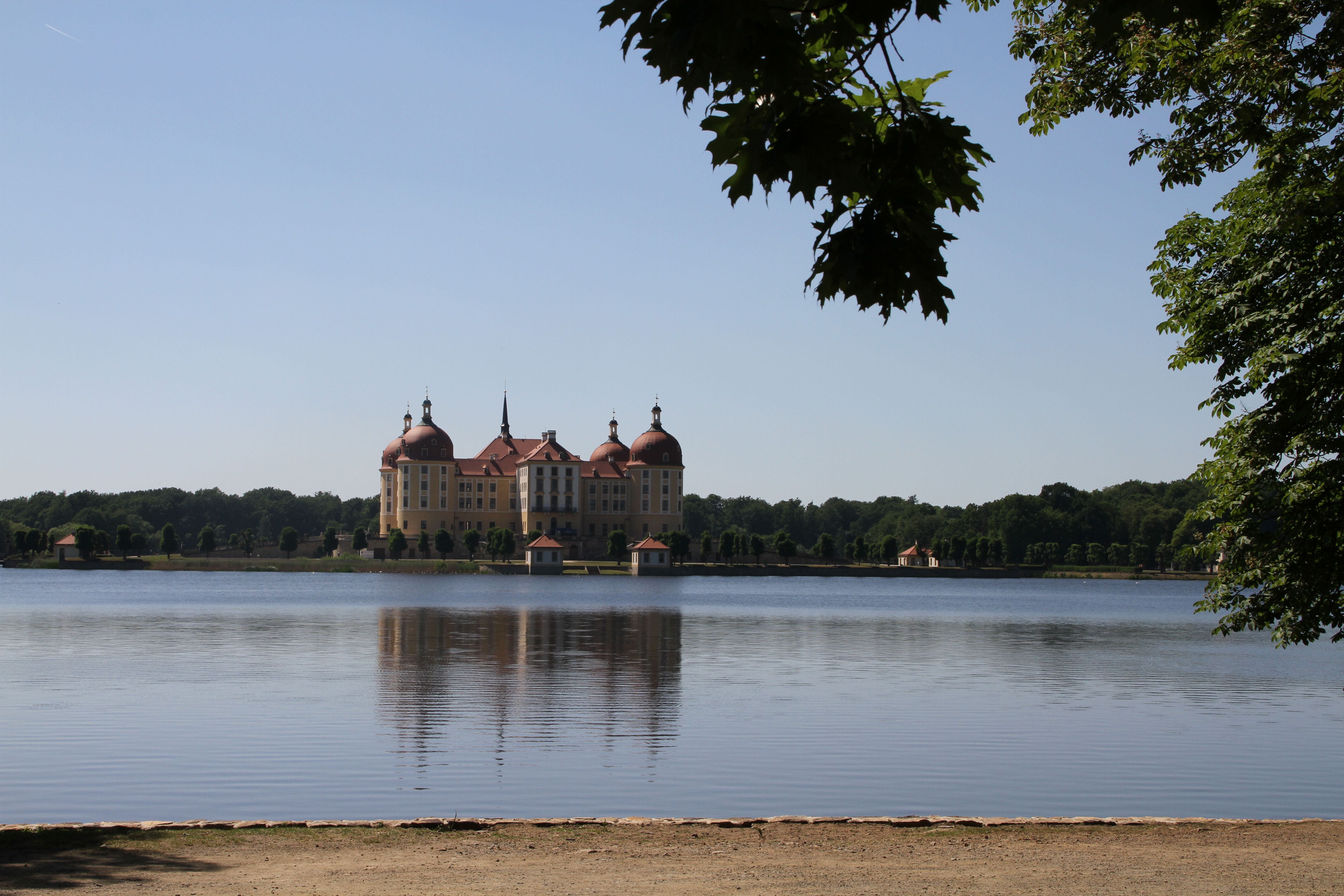
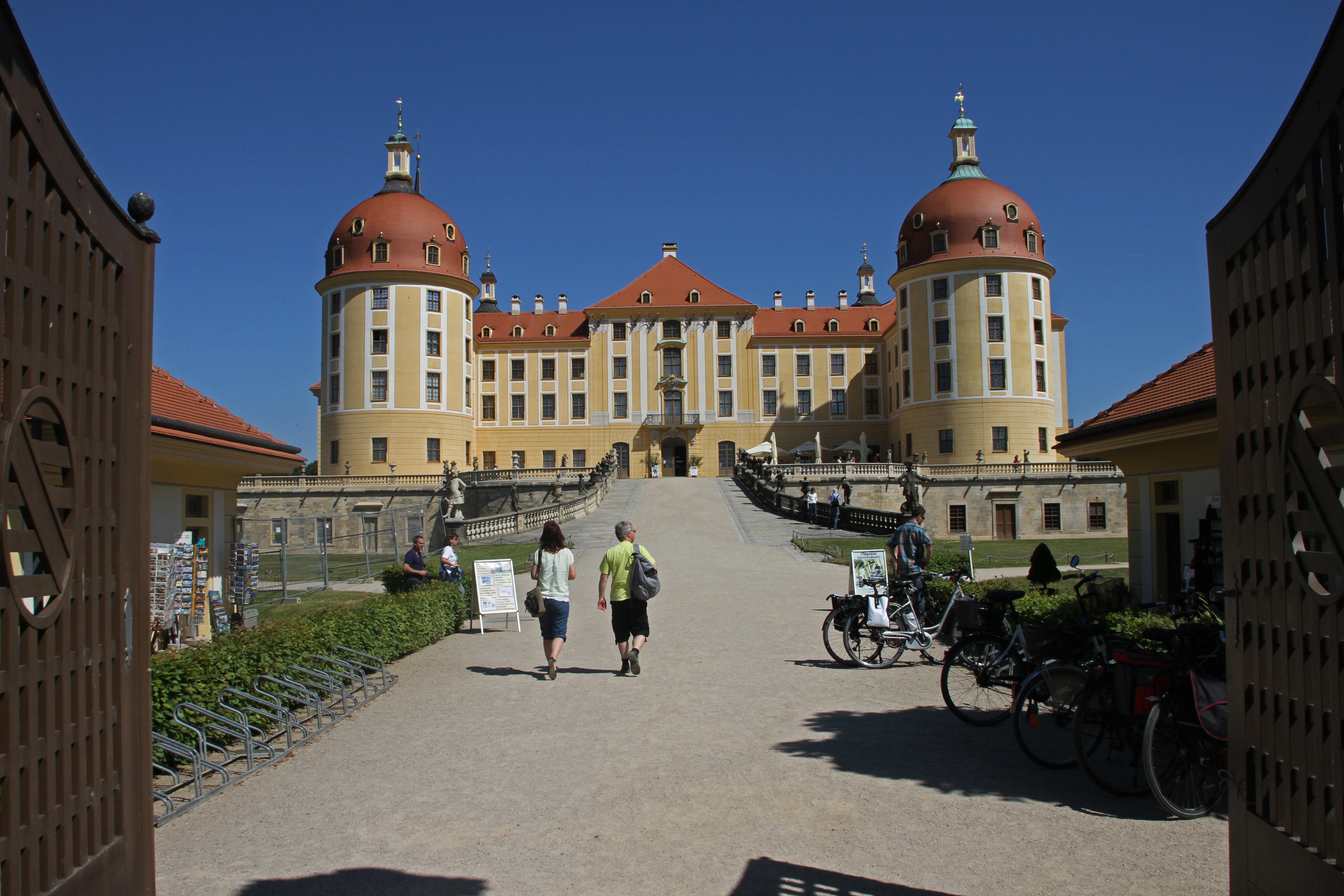
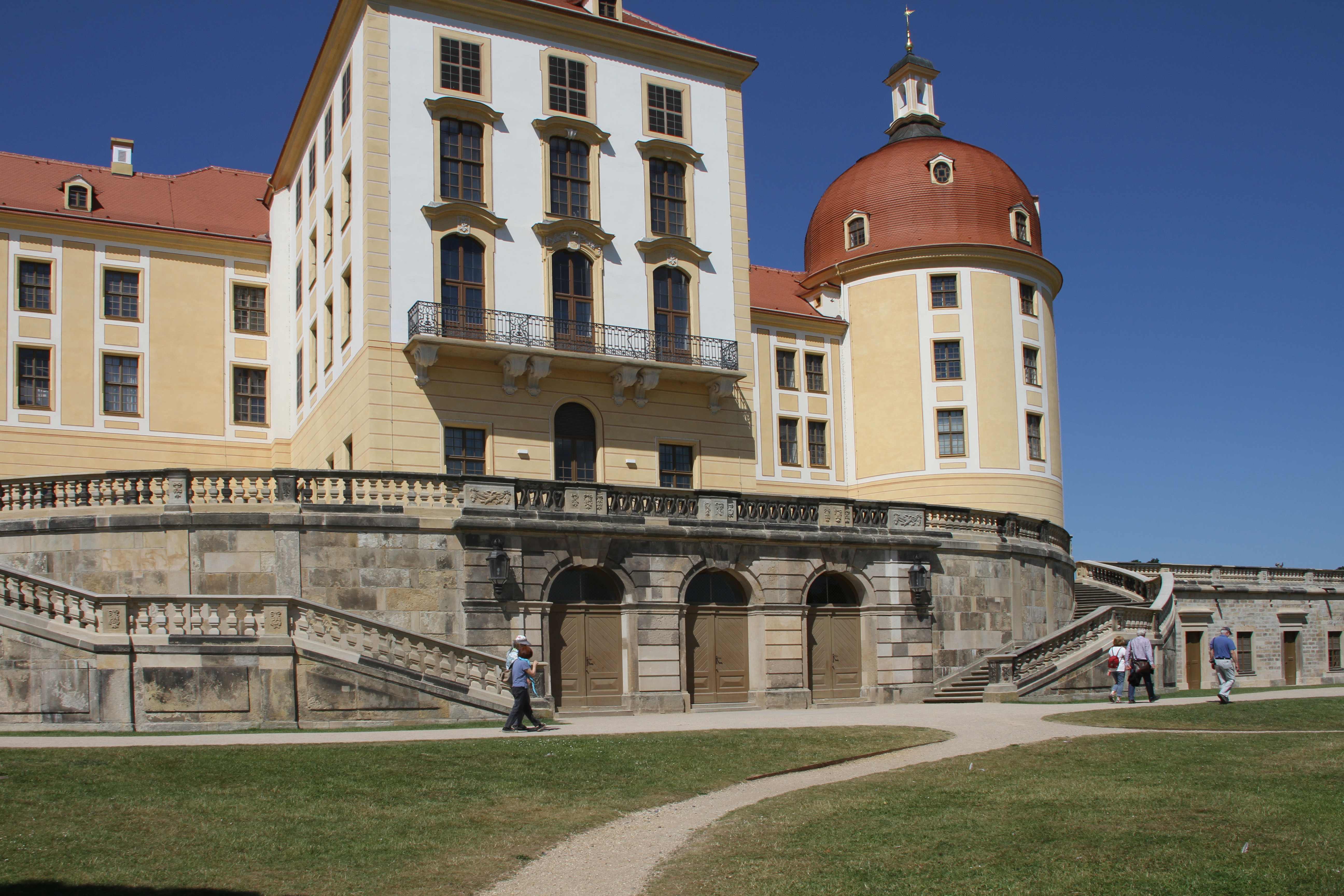
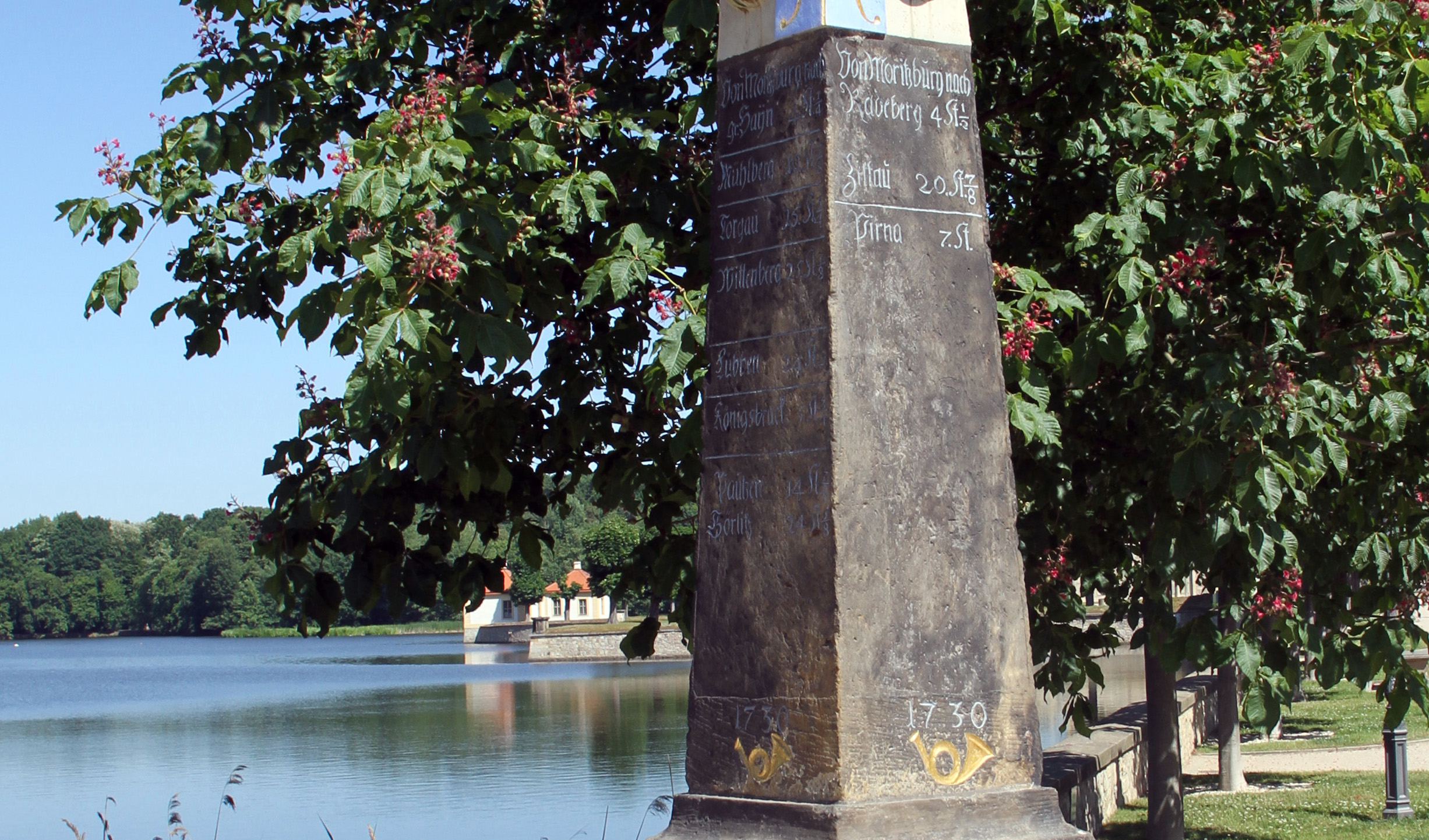
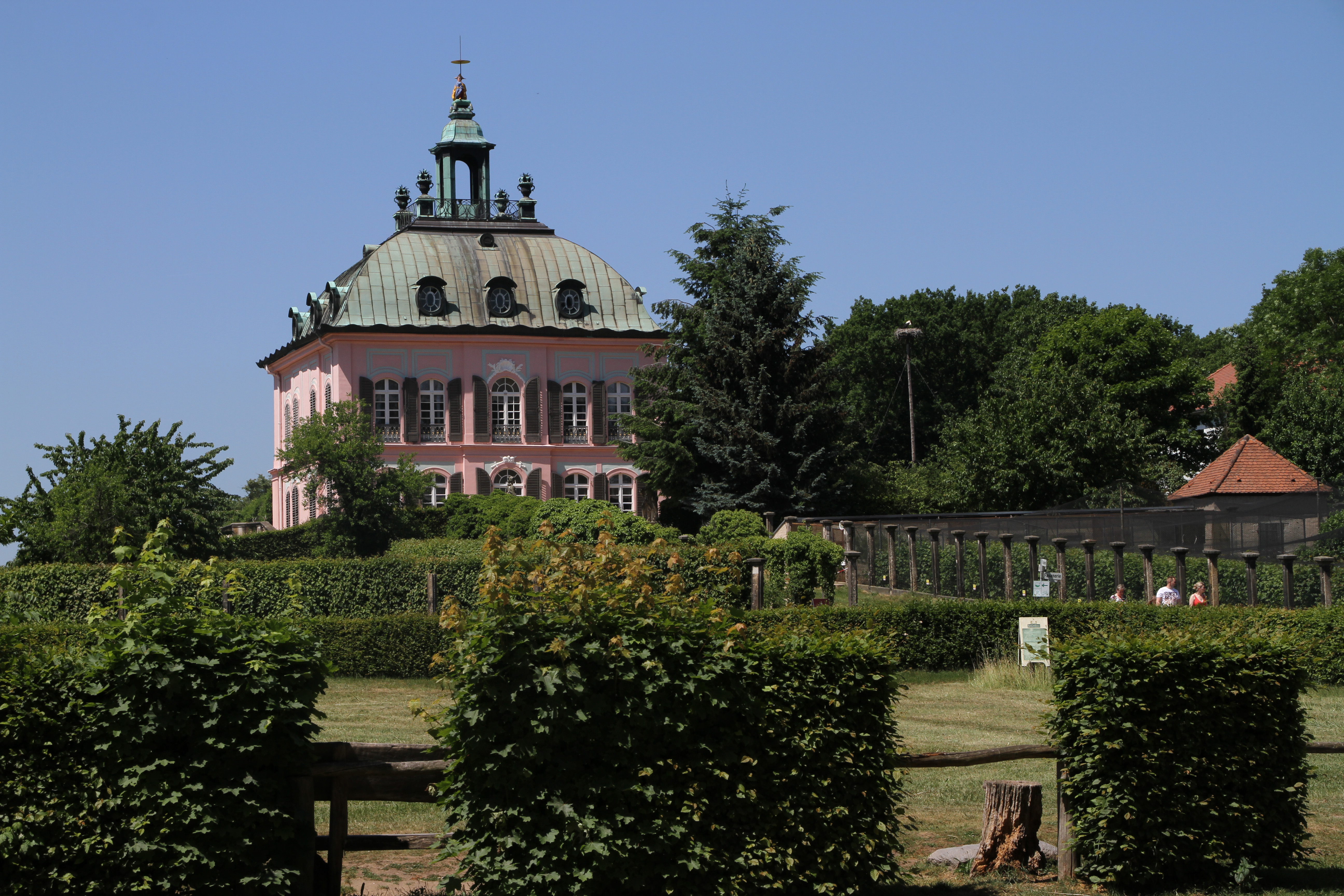
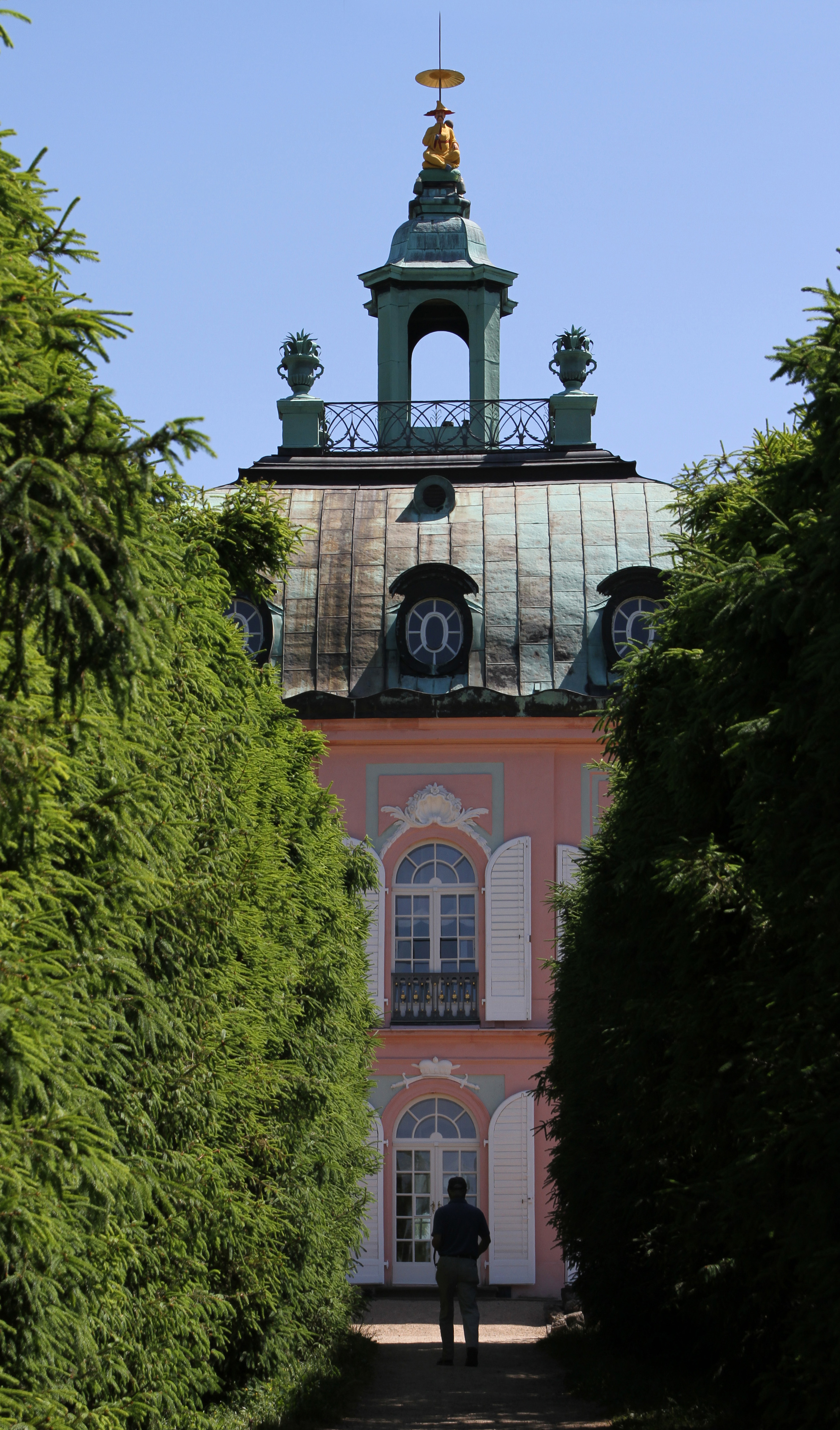
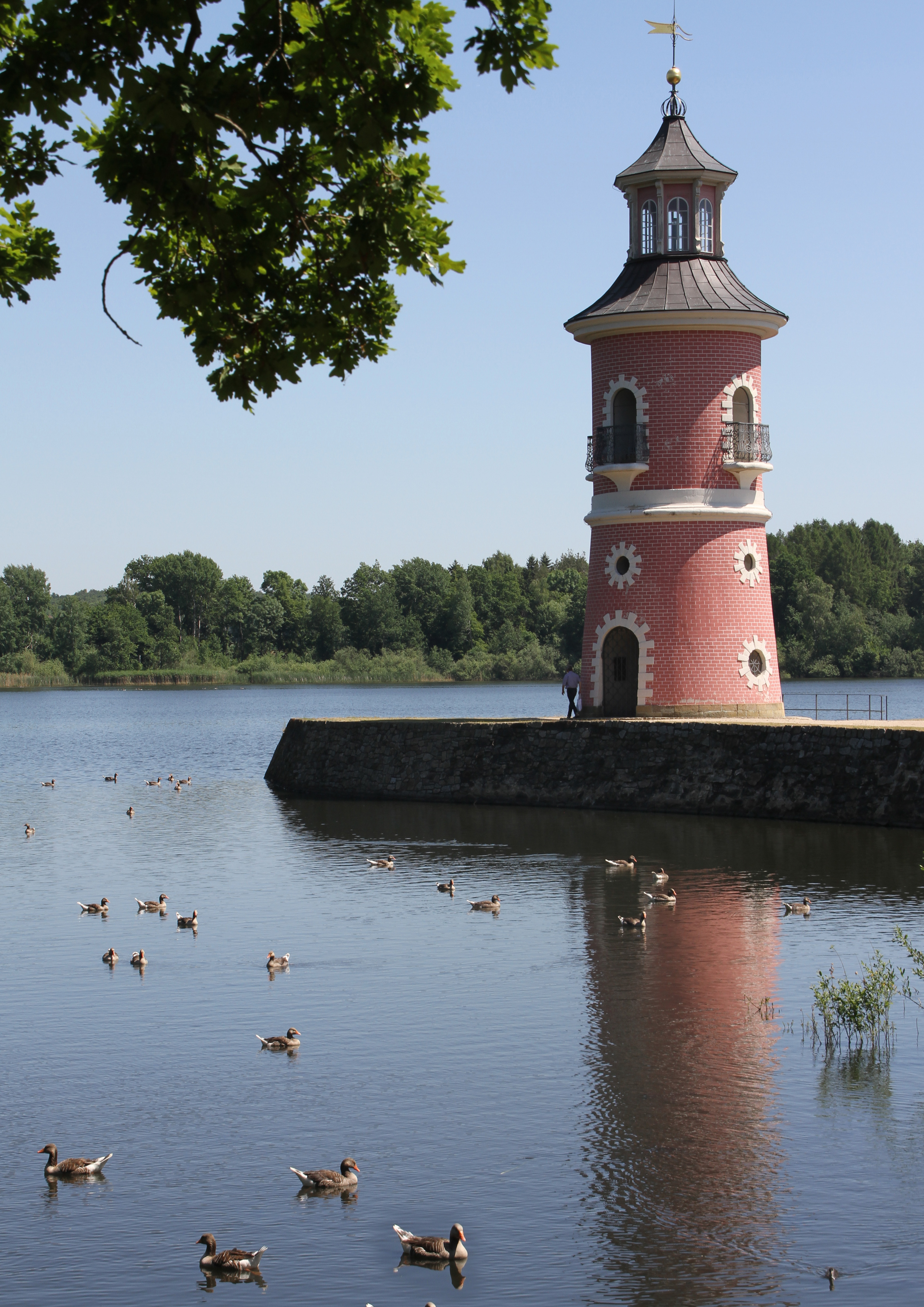
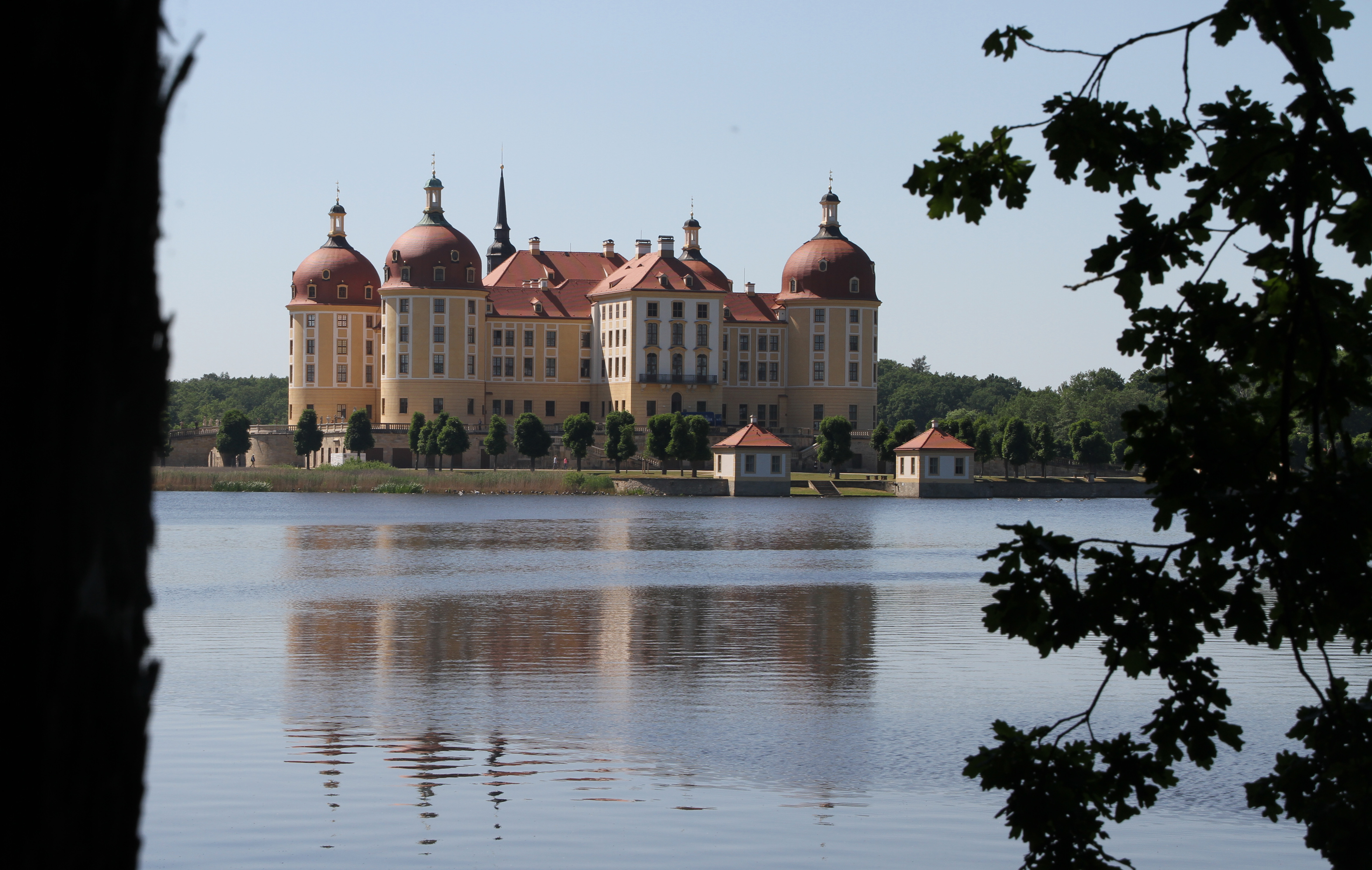